# Léonce Destremx
Jean Léonce Destremx de Saint-Christol, né le 5 décembre 1820 à Alès (Gard) et mort le 5 mai 1901 à Saint-Christol-lès-Alès (Gard), est un homme politique français.

## Biographie
Maire de Lablachère et conseiller général du canton de Joyeuse, il est député de l'Ardèche de 1871 à 1877 et siège au centre-gauche. Il est l'un des 363 qui refusent la confiance au gouvernement de Broglie, le 16 mai 1877. Battu en 1877, il quitte la vie politique. Il appartient ensuite à la Société scientifique et littéraire d'Alès.